# Yelena Shalygina
Yelena Shalygina (in kazako Елена Шалыгина?; Şımkent, 15 dicembre 1986) è una lottatrice kazaka.

## Palmarès

### Olimpiadi
- 1 medaglia:
  - 1 bronzo (Pechino 2008 nella lotta libera, 63 kg)

### Mondiali
- 3 medaglie:
  - 2 argenti (Baku 2007 nei 63 kg; Mosca 2010 nei 67 kg)
  - 1 bronzo (Herning 2009 nei 63 kg)

### Campionati asiatici
- 5 medaglie:
  - 2 ori (Pattaya 2009 nei 67 kg; Gumi 2012 nei 67 kg)
  - 2 argenti (Almaty 2006 nei 63 kg; Bishkek 2007 nei 63 kg)
  - 1 bronzo (Jeju 2008 nei 63 kg)